# Cintura vulcanica del Cameron River
La cintura vulcanica del Cameron River è una cintura vulcanica risalente al Neoarcheano e situata in prossimità del Cameron River, un fiume della regione canadese dei Territori del Nord-Ovest.
Nella cintura si trovano cuscini di lava risalenti a 2.600 milioni di anni fa, il che indica che i grandi vulcani oceanici erano in attività già nei primi stadi della formazione della crosta terrestre.